# Real Audiencia de Manila
La Audiencia y Cancillería Real de Manila o simplemente Real Audiencia de Manila, era el más alto tribunal de la Corona española en sus territorios asiáticos de Filipinas y nominalmente también de China.

## Gobernación y Capitanía General
Tras la conquista de las Filipinas, llevada a cabo por Miguel López de Legazpi en 1565, una Real Cédula del Rey Felipe II, del 1 de junio de 1574, creaba la Gobernación y Capitanía General de Filipinas dependiente del Virreinato de Nueva España.
El obispado católico de Manila fue creado en 1579, pasando a ser arzobispado en 1591 cuando se crearon tres obispados sufragáneos: Cebú, Nueva Segovia y Nueva Cáceres.

## Creación
La Real Audiencia de Manila fue creada por el rey Felipe II el 5 de mayo de 1583 y establecida en 1584, siendo su Presidente a la vez gobernador de la Capitanía General de las Filipinas. Previamente a su creación, los asuntos judiciales dependían de la Real Audiencia de México.

"... La consulta á S. M. del Gobernador D. Gonzalo Ronquillo para la creación de un Tribunal de justicia, produjo resultados inmediatos. El navío que había seguido su derrota á Nueva España desde China, condujo á su regreso en Mayo de 1584 al Dr. D. Santiago de Vera, natural de Alcalá de Henares y Alcalde de Corte de Méjico, el cual traía el título de Presidente de la Real Audiencia..."
Felipe M. de Govantes.

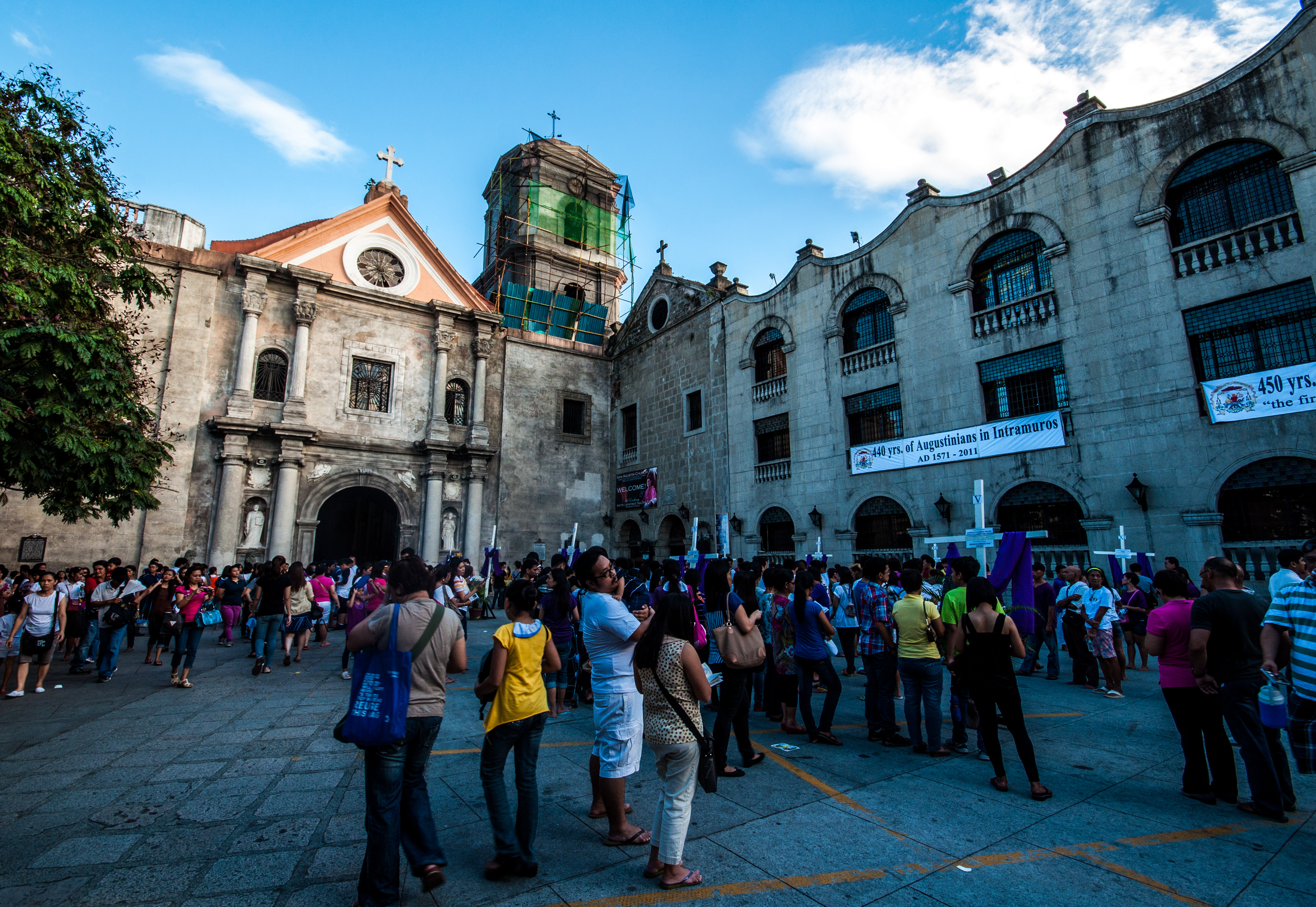
Iglesia de San Agustín.

Venían de Oidores D. Melchor de Ávalos y D. Pedro de Rojas, y de Fiscal D. Gaspar de Ayala

"...Vacante el gobierno en propiedad y dispuesto por el Rey que sustituyese en este caso el Magistrado más antiguo, se hizo Vera cargo del mando Superior é instaló la Audiencia trasladando ostentosamente y bajo palio el real sello desde la Iglesia de San Agustín á Palacio..."
Felipe M. de Govantes.

Según sostiene Govantes, si bien la Audiencia debió dictar reglas sobre la forma de algún procedimiento o bien establecer jurisprudencia, los encomenderos siguieron ejerciendo su  jurisdicción  de un modo exclusivo y según su criterio, por falta de Letrados que les asesorasen.

## Disolución
Descontento con los límites que la Audiencia imponía a la autoridad del gobernador, decidir sin extraordinarias demoras los recursos de apelación suponía un deslinde entre las atribuciones del orden gubernativo y las del judicial, por lo que el titular del cargo Santiago de Vera la disolvió en 1590, enviando de vuelta a México a los oidores que la componían.

## Restitución
El gobernador Francisco Tello de Guzmán la restableció en 1596.

## Recopilación de Leyes de Indias de 1680
La Recopilación de Leyes de Indias de 1680, en Ley XJ (Audiencia y Chancilleria Real de Manila en las Filipinas) del Título XV (De las Audiencias y Chancillerias Reales de las Indias) del Libro II, recoge los límites y los funcionarios de esta Audiencia 

En la Ciudad de Manila, en la Isla de Luzon, Cabeça de las Filipinas, resida otra nuestra Audiencia y Chancilleria Real, con vn Presidente, que sea Governador y Capitan General: quatro Oidores, que también sean Alcaldes de el Crimen: vn Fiscal: vn Alguazil mayor: vn Teniente de Gran Chanciller, y los demás Ministros y Oficiales necessarios: y tenga por distrito la dicha Isla de Luzon, y todas las demás de las Filipinas, Archipiélago de la China, y la Tierrafirme della, descubierta, y por descubrir. Y mandamos, que el Governador y Capitan General de las dichas Islas y Provincias, y Presidente de la Real Audiencia dellas, tenga privativamente el gobierno superior de todo el distrito de la dicha Audiencia en paz y en guerra, y haga las provisiones y mercedes en nuestro Real nombre, que conforme á las leyes de esta Recopilación, y de estos Reynos de Castilla, y á las instrucciones y poderes, que de Nos llevare, deva y pueda hazer, y en cosas y casos, que se ofrecieren de gobierno, que sean de importancia, el dicho Presidente Governador las haya de tratar con los Oidores de la dicha Audiencia, para que le dén su parecer consultivamente, y habiendolos oído, provea lo mas conveniente al servicio de Dios, y nuestro, y á la paz y tranquilidad de aquella Provincia y Republica.

## Ocupación británica y restitución
La ciudad de Manila fue ocupada en 1762 por el almirante inglés Samuel Cornish, el oidor de la Real Audiencia Simón de Anda, logró resistir en el interior del archipiélago hasta que los británicos a raíz de la Paz de París, debieron devolver la ciudad a España en 1763.